# Ardisia dunlapiana
Ardisia dunlapiana là một loài thực vật có hoa trong họ Anh thảo. Loài này được P.H.Allen mô tả khoa học đầu tiên năm 1956.